# أوليفيا هوفمان
أوليفيا هوفمان (بالألمانية: Olivia Hofmann) هي لاعبة رماية نمساوية، ولدت في 8 أغسطس 1992 في إنسبروك في النمسا.

## وصلات خارجية
- أوليفيا هوفمان على موقع الاتحاد الدولي (الإنجليزية)
- أوليفيا هوفمان على موقع أوليمبيديا (الإنجليزية)